# Sabine Moussier
Diana Sabine Moussier (Leverkusen, 12 de julio de 1968) es una actriz alemana nacionalizada mexicana.

## Biografía
Diana Sabine Moussier nació el 12 de julio de 1966 en Leverkusen, Renania del Norte-Westfalia, Alemania Occidental. Su madre era originaria de Sinaloa, México, y su padre de la Ciudad de México. Durante el embarazo, su madre se trasladó temporalmente a Alemania. Poco después de su nacimiento, ambas regresaron a Mazatlán, Sinaloa, donde Moussier creció. A lo largo de su infancia y juventud, su madre le hizo creer que su nombre real era Diana Sabine Kronz Moussier, basándose en un acta de nacimiento falsa. Además, le dijo que su padre era un hombre alemán, del cual se había separado debido a circunstancias relacionadas con el Muro de Berlín.
Con el objetivo de hacerse actriz, se mudó a México, D. F. para asistir al Centro de Educación Artística.
Después de graduarse, trabajó como coconductora de la programa Al ritmo de la noche, junto con Jorge Ortiz de Pinedo. Poco tiempo después, en 1996, tuvo papeles secundarios en las telenovelas Morir dos veces y Luz Clarita. Al año siguiente, interpretó a la pianista Mireya Serrano en María Isabel.
En 1998, le dieron el papel de la modelo amable Lorenza Torres en la exitosa telenovela El privilegio de amar. Algunos críticos han dicho que Lorenza fue el mejor papel de Moussier. Este mismo año, hizo dos papeles nuevos. Primero, interpretó el personaje menor de Cristina en la telenovela Rosalinda; después, hizo el papel de Diana de Lizárraga, la esposa infiel del personaje de Arturo Peniche en Mujeres engañadas.
En 2001, se integró al elenco de la telenovela El derecho de nacer como Graciela.
Después de Entre el amor y el odio en agosto de 2002, interrumpió temporalmente su carrera para dar a luz y cuidar a su hija. Regresó a la televisión en 2005 y participó en dos telenovelas: en febrero, en La madrastra. y, tres meses después, se integró al elenco de Piel de otoño.
Después del final de Piel de otoño, integró al elenco de la obra de teatro Hombres.  Después del nacimiento de su segundo hijo, volvió a las telenovelas en 2006 como Eva Santoro en Amar sin límites. Ese mismo año, por poco tiempo se reunió con el elenco de La madrastra para grabar el nuevo final de la telenovela por su segunda transmisión. Más tarde, se unió al reparto de la telenovela Amor sin maquillaje, la que cumplió los 50 años de Televisa y las telenovelas mexicanas, para dar la vida a Beatriz.
En 2008, interpretó el papel de Marissa en Las tontas no van al cielo, un personaje con el que la actriz dijo estaba muy enamorada. Después de terminar las grabaciones de Las tontas, reemplazó a Edith González como la protagonista, Elena Tejero, en la obra de teatro musical Aventurera, pero tuvo que abandonarla después de que una lesión en la pierna.
En 2009, dio vida a Justina Almada de Huerta en Mi pecado. Mientras grababa la telenovela, le diagnosticaron síndrome de Guillain-Barré. En 2011, tras haberse recuperado de la enfermedad, regresó a las telenovelas en la producción de Mapat Ni contigo ni sin ti.
En 2012 interpretó a la villana principal de la telenovela Abismo de pasión, de la productora Angelli Nesma Medina.
En 2013, se integró al elenco de la telenovela Amores verdaderos como Bruna, la producción de Nicandro Díaz González.
En 2014 participó en la telenovela La malquerida, del productor José Alberto Castro.
En 2015 se unió al elenco de la telenovela Que te perdone Dios, de la productora Angelli Nesma Medina.
En 2016 interpretó el personaje de Tracy en la telenovela Sueño de amor, que estuvo bajo la producción de Juan Osorio.
En 2017 protagonizó, junto conMarimar Vega y Omar Chaparro, la película producida por Marco Polo Constandse La boda de Valentina, que aborda el tema de la política desde una perspectiva cómica y ficticia.
En 2024 formó parte de la segunda temporada de la casa de los famosos México, dónde fue la quinta eliminada.

## Vida personal
Moussier tiene dos hijos con Jorge Peralta, un hombre de negocios chileno, con quien inició una relación en 2002. Frecuentemente se refería a él como si fuera su esposo, pero según Peralta nunca se casaron oficialmente. Camila Peralta Moussier nació el 15 de julio de 2003 en Ciudad de México, y a Paulo Peralta Moussier hizo lo propio el 3 de julio de 2006. Moussier y Peralta se separaron en enero de 2008; según Peralta, tuvieron que divorciarse porque «la Constitución dice que cuando se vive en concubinato más de cinco años y tienes hijos, son las mismas obligaciones que si hubiéramos firmado un papel».

## Filmografía

### Televisión
| Año       | Telenovela                 | Personaje                                  |
| --------- | -------------------------- | ------------------------------------------ |
| 2023      | Perdona nuestros pecados   | Ángela Bulnes                              |
| 2022      | Corazón guerrero           | Victoriana Peñalver de Ruiz-Montalvo       |
| 2020-2021 | La mexicana y el güero     | Olinka Cohen                               |
| 2019-2020 | Médicos, línea de vida     | Sandra                                     |
| 2017-2018 | Me declaro culpable        | Ingrid Dueñas López                        |
| 2016      | Sueño de amor              | Tracy Kidman de Alegría                    |
| 2015      | Que te perdone Dios        | Macaria Ríos                               |
| 2014      | La malquerida              | Edelmira López / Perla                     |
| 2012-2013 | Amores verdaderos          | Bruna Cristo                               |
| 2012      | Abismo de pasión           | Carmina Bouvier Vda. de Castañon           |
| 2011      | Ni contigo ni sin ti       | Eleonor Cortazar Armenta                   |
| 2009      | Mi pecado                  | Justina Aldama de Huerta                   |
| 2008      | Las tontas no van al cielo | Marissa de la Parra                        |
| 2007      | Amor sin maquillaje        | Beatriz                                    |
| 2006-2007 | Amar sin límites           | Eva Santoro                                |
| 2005      | La madrastra               | Fabiola Morán de Mendizabal                |
| 2005      | Piel de otoño              | Rebeca Franco                              |
| 2002      | Entre el amor y el odio    | Frida Díaz de Villareal "Dama de la Corte" |
| 2001      | El derecho de nacer        | Graciela                                   |
| 1999-2000 | Mujeres engañadas          | Diana Solórzano Fernández de Lizárraga     |
| 1999      | Rosalinda                  | Cristina                                   |
| 1998-1999 | El privilegio de amar      | Lorenza Torres                             |
| 1997-1998 | María Isabel               | Mireya Serrano                             |
| 1996      | Luz Clarita                |                                            |
| 1996      | Morir dos veces            | Paulette                                   |

### Programas
| Año           | Título                        | Rol                         |
| ------------- | ----------------------------- | --------------------------- |
| 2024          | La casa de los famosos México | Concursante - 5.a eliminada |
| 2022-presente | Secretos de villanas          | Ella misma                  |
| 2007          | Sexo y otros secretos         | Participación especial      |
| 2007          | La hora pico                  | Invitada                    |
| 2004          | Big Brother                   | Concursante                 |
| 1998          | Derbez en cuando              | Sra. Morales                |
| 1997          | Al ritmo de la noche          | Conductora                  |

### Cine
| Año  | Película             | Personaje |
| ---- | -------------------- | --------- |
| 2017 | La boda de Valentina | Oralia    |
| 1997 | Tres huasnacos       | Lucy      |

### Teatro
| Año  | Obra de teatro       | Personaje     |
| ---- | -------------------- | ------------- |
| 2015 | Rosa de dos aromas   |               |
| 2013 | Perfume de Gardenia  | Yolanda       |
| 2012 | Una noche de pasión  | Doña Paz      |
| 2008 | Aventurera           | Elena Tejero  |
| 2006 | Una pareja con Ángel |               |
| 2005 | Hombres              |               |
| 1998 | Blanca Nieves        | Blanca Nieves |

## Premios y nominaciones

### Premios TVyNovelas
| Año  | Categoría                 | Telenovela            | Resultado |
| ---- | ------------------------- | --------------------- | --------- |
| 2017 | Mejor actriz antagónica   | Sueño de amor         | Nominada  |
| 2013 | Mejor actriz antagónica   | Abismo de pasión      | Nominada  |
| 2007 | Mejor actriz antagónica   | Amar sin límites      | Nominada  |
| 1999 | Mejor revelación femenina | El privilegio de amar | Ganadora  |

### Premios People en Español
| Año  | Categoría     | Telenovela       | Resultado |
| ---- | ------------- | ---------------- | --------- |
| 2012 | Mejor villana | Abismo de pasión | Nominada  |
| 2010 | Mejor villana | Mi pecado        | Nominada  |

### Premios Bravo
| Año  | Categoría               | Telenovela       | Resultado |
| ---- | ----------------------- | ---------------- | --------- |
| 2013 | Mejor actriz antagónica | Abismo de pasión | Ganadora  |

### TV Adicto Golden Awards
| Año  | Categoría                                                    | Telenovela                   | Resultado |
| ---- | ------------------------------------------------------------ | ---------------------------- | --------- |
| 2006 | Premio especial a la superación femenina en una actriz joven | Piel de otoño y La madrastra | Ganadora  |
| 2007 | Mejor Villana                                                | Amar sin límites             | Ganadora  |
| 2010 | Mejor actriz en papel secundario                             | Mi pecado                    | Ganadora  |

### Premios ACE
| Año  | Categoría                           | Telenovela   | Resultado |
| ---- | ----------------------------------- | ------------ | --------- |
| 2006 | Actriz característica más destacada | La madrastra | Ganadora  |